# شهرستان شینچنگ

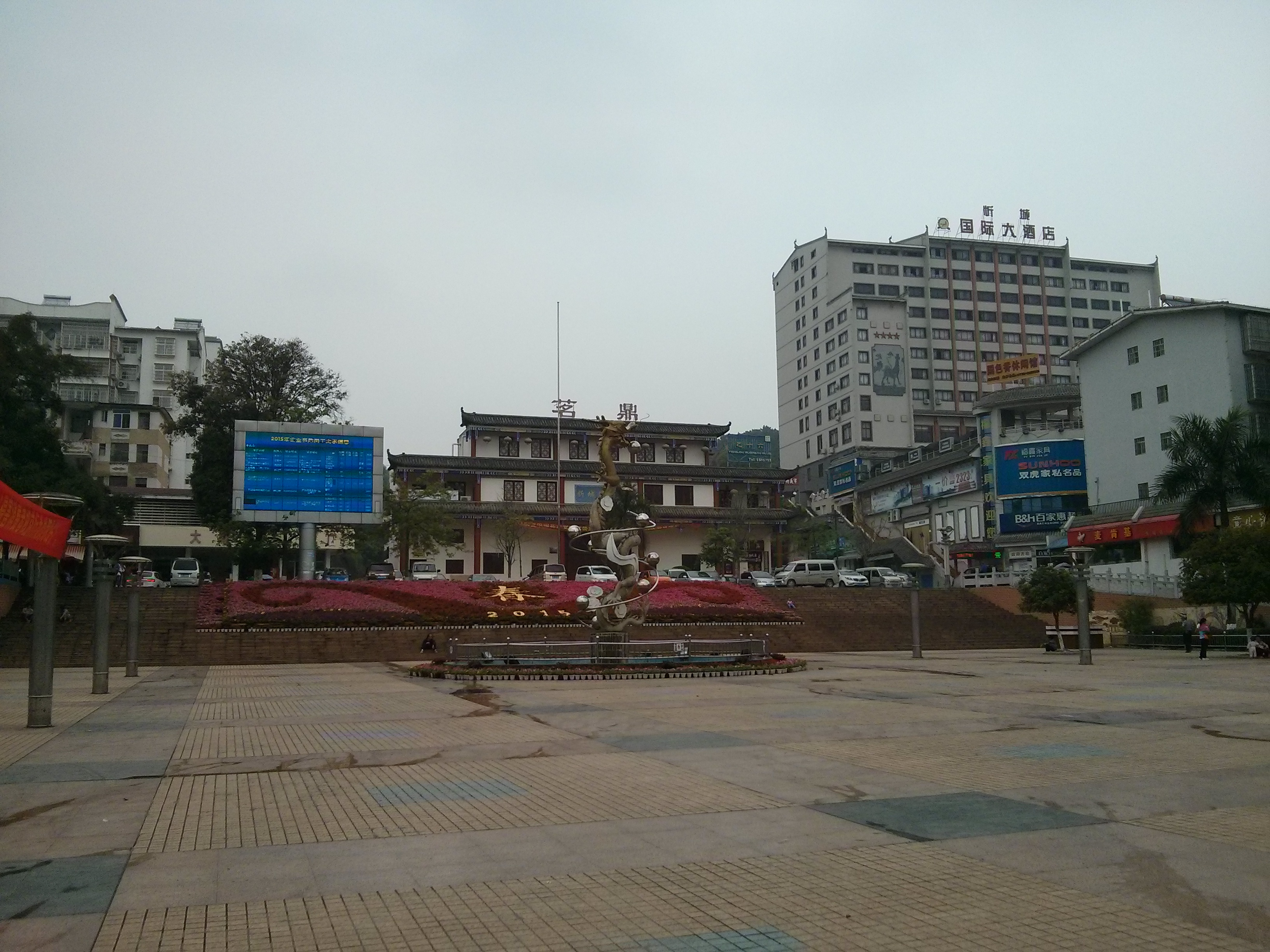
شینچنگ

شهرستان شینچنگ (به لاتین: Xincheng County) یک شهرستان‌های جمهوری خلق چین در چین است که در لایبین واقع شده‌است.